# Баборув
Баборув (пол. Baborów, чеськ. Bavorov, Bavorovice, нім. Bauerwitz) — місто в південно-західній Польщі, на річці Псіна.
Належить до Глубчицького повіту Опольського воєводства.

## Демографія
Демографічна структура станом на 31 березня 2011 року:
|          | Загалом | Допрацездатний вік | Працездатний вік | Постпрацездатний вік |
| -------- | ------- | ------------------ | ---------------- | -------------------- |
| Чоловіки | 1498    | 283                | 1068             | 147                  |
| Жінки    | 1583    | 241                | 991              | 351                  |
| Разом    | 3081    | 524                | 2059             | 498                  |

## Міста-побратими
- Чехія — Градець-над-Моравіцей
- Німеччина — Тойбліц.